# فیات ۵۲۴
فیات ۵۲۴ (Fiat ۵۲۴) خودرویی است که در سال‌های ۱۹۳۱ تا ۱۹۳۴تولید شده‌است. این مدل بعد از مدل فیات ۵۲۵ و قبل از مدل فیات ۵۲۷ تولید شد.
طراحی آن خودروهای موتور جلو-محور عقب بوده است.
موتور آن ۲۵۱۶ سی‌سی سیستم جعبه‌دندهٔ آن ۴ دنده به صورت دستی است.

## نگارخانه

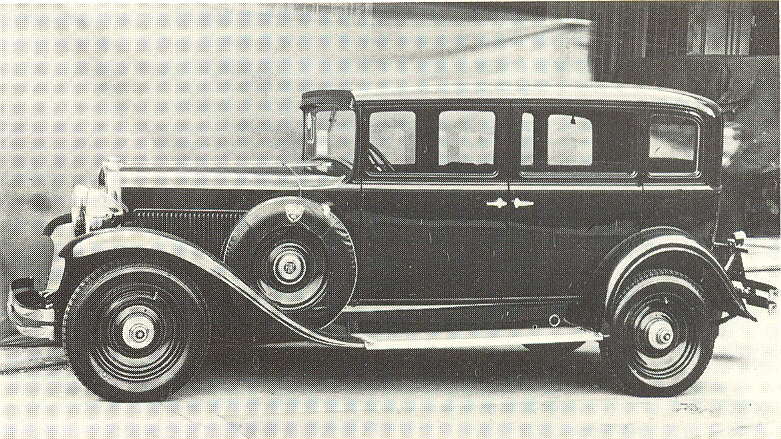
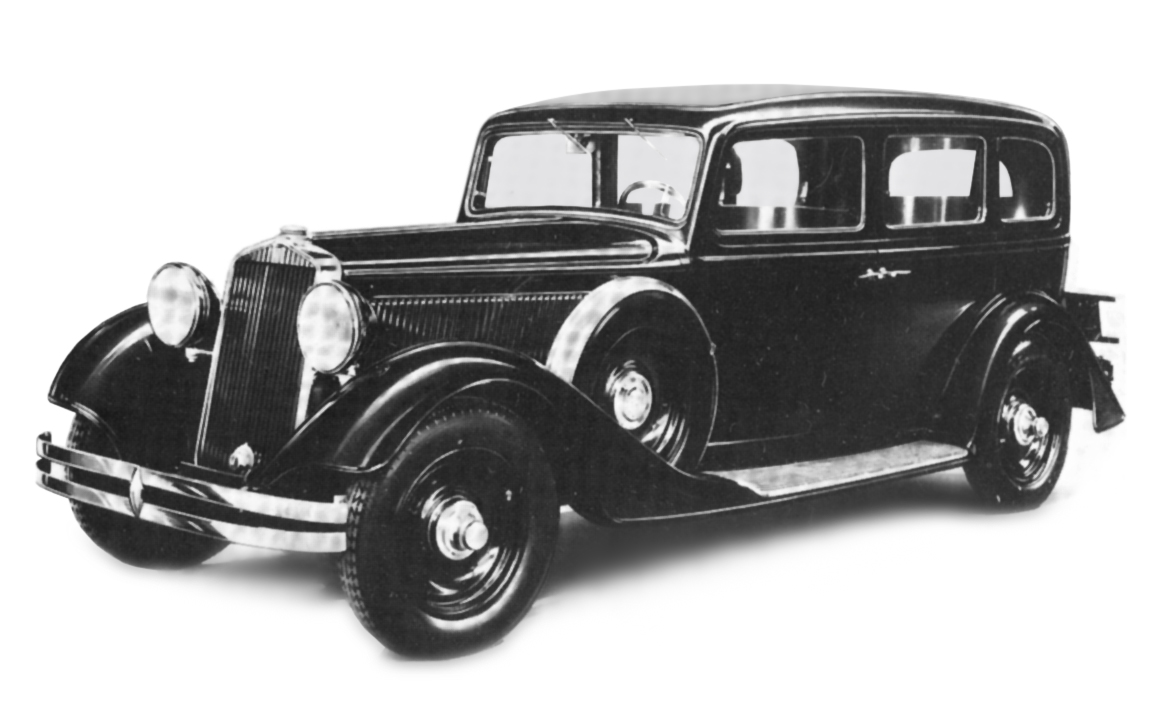